# 伊香保溫泉

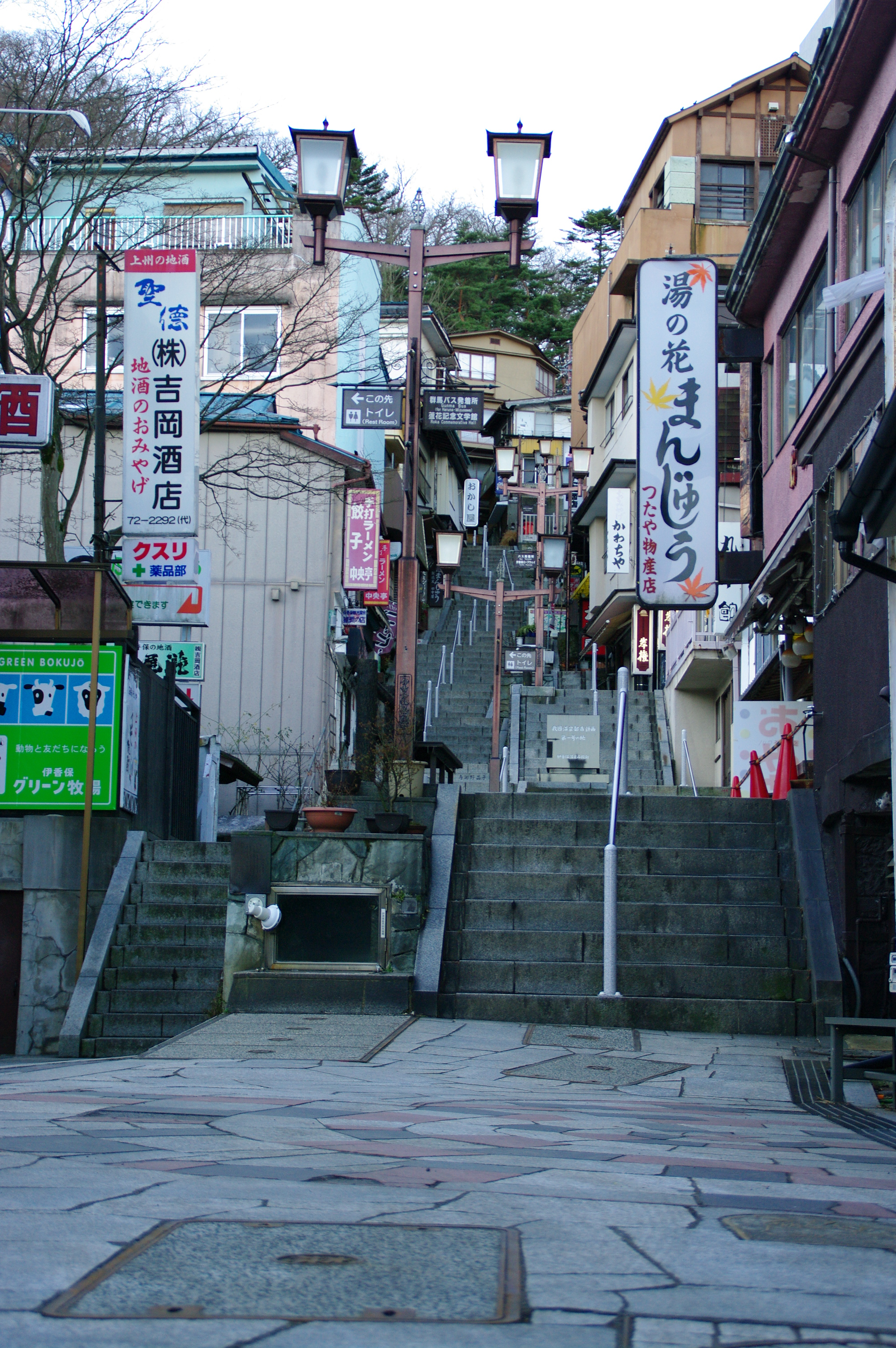
伊香保溫泉石段街

伊香保溫泉（いかほおんせん）是群馬縣澀川市伊香保町的溫泉。和草津溫泉並稱群馬代表的名湯，若加上四萬溫泉被稱作「上毛三名湯」。

## 泉質
- 硫酸塩泉、單純溫泉

## 溫泉街
在急傾斜地的石段兩側，溫泉旅館、土產店、遊技場、飲食店等林立。

## 關連項目
- 溫泉、溫泉街、溫泉番付、日本溫泉列表、名湯百選

## 外部連結
- 伊香保溫泉観光協会 （页面存档备份，存于）
- 伊香保溫泉旅館協同組合 （页面存档备份，存于）